# مطثية ثلثية
مطثية ثلثية (الاسم العلمي: Clostridium tertium) هي نوع من البكتيريا يتبع جنس المطثية من الفصيلة المطثاوية.

## روابط خارجية
- "مطثية ثلثية". دليل الحياة. ITIS. أنواع 2000.{{استشهاد ويب}}:  صيانة الاستشهاد: آخرون (link)
- (بالفرنسية والإنجليزية) مرجع موسوعة الحياة (EOL) : مطثية ثلثية
- UniProt. "Clostridium tertium" (HTML). اطلع عليه بتاريخ 2011-12-28.
- Type strain of Clostridium tertium at BacDive - the Bacterial Diversity Metadatabase